# Liste der Kulturdenkmale in Karcha
In der Liste der Kulturdenkmale in Karcha sind die Kulturdenkmale des Nossener Ortsteils Karcha verzeichnet, die bis April 2021 vom Landesamt für Denkmalpflege Sachsen erfasst wurden (ohne archäologische Kulturdenkmale). Die Anmerkungen sind zu beachten.
Diese Aufzählung ist eine Teilmenge der Liste der Kulturdenkmale in Nossen.

## Karcha
| Bild                                    | Bezeichnung                                                           | Lage              | Datierung                 | Beschreibung | ID       |
| --------------------------------------- | --------------------------------------------------------------------- | ----------------- | ------------------------- | --- | -------- |
| Direkt Bild zu diesem Denkmal hochladen | Wohnstallhaus (ohne rückwärtigen Anbau) und Scheune eines Bauernhofes | Karcha 3 (Karte)  | 2. Hälfte 19. Jahrhundert | Beide Gebäude in Fachwerkbauweise, baugeschichtlich und wirtschaftsgeschichtlich von Bedeutung. - Wohnstallhaus: Fachwerk massiv untersetzt, Krüppelwalmdach - Scheune: Fachwerk                        | 09268267 |
| Direkt Bild zu diesem Denkmal hochladen | Wohnhaus                                                              | Karcha 5 (Karte)  | 2. Hälfte 19. Jahrhundert | Fachwerkbau, vermutlich Häusleranwesen, baugeschichtlich und sozialgeschichtlich von Bedeutung. Fachwerk massiv untersetzt, rückwärtiger Anbau mit Schleppdach.                                         | 09268271 |
| Direkt Bild zu diesem Denkmal hochladen | Wohnstallhaus und Scheune eines Bauernhofes                           | Karcha 14 (Karte) | Mitte 19. Jahrhundert     | Beide Gebäude in Fachwerkbauweise, baugeschichtlich und wirtschaftsgeschichtlich von Bedeutung. - Wohnstallhaus: Fachwerk massiv untersetzt - Scheune: Fachwerk                                         | 09268268 |
| Direkt Bild zu diesem Denkmal hochladen | Wohnstallhaus und Scheune eines Zweiseithofes                         | Karcha 15 (Karte) | Mitte 19. Jahrhundert     | Wohnstallhaus Obergeschoss Fachwerk massiv untersetzt, Fachwerk-Scheune, Zeugnis kleinbäuerlichen Lebens früherer Zeiten, baugeschichtlich und wirtschaftsgeschichtlich von Bedeutung                   | 09268266 |
| Direkt Bild zu diesem Denkmal hochladen | Wohnstallhaus eines Bauernhofes                                       | Karcha 16 (Karte) | Mitte 19. Jahrhundert     | Obergeschoss Fachwerk massiv untersetzt, zeit- und landschaftstypisches Bauernhaus, baugeschichtlich von Bedeutung                                                                                      | 09268265 |
| Direkt Bild zu diesem Denkmal hochladen | Wohnstallhaus, Scheune und Seitengebäude eines Dreiseithofes          | Karcha 20 (Karte) | Mitte 19. Jahrhundert     | Alle Gebäude in Fachwerkbauweise, geschlossen erhaltener Bauernhof, baugeschichtlich und wirtschaftsgeschichtlich von Bedeutung. - alle Gebäude: Fachwerk massiv untersetzt - Stallgebäude mit Speicher | 09268262 |

## Ehemaliges Denkmal
| Bild                                    | Bezeichnung                                       | Lage              | Datierung             | Beschreibung | ID       |
| --------------------------------------- | ------------------------------------------------- | ----------------- | --------------------- | --- | -------- |
| Direkt Bild zu diesem Denkmal hochladen | Wohnhaus mit Anbau (Schmiede-Werkstatt) im Winkel | Karcha 17 (Karte) | Mitte 19. Jahrhundert | Wohnhaus mit Fachwerk-Obergeschoss, baugeschichtlich und ortsgeschichtlich von Bedeutung. Wohnhaus: Fachwerk massiv untersetzt. Zwischen 2014 und 2015 abgerissen. | 09268263 |

## Tabellenlegende
- Bild: Bild des Kulturdenkmals, ggf. zusätzlich mit einem Link zu weiteren Fotos des Kulturdenkmals im Medienarchiv Wikimedia Commons. Wenn man auf das Kamerasymbol klickt, können Fotos zu Kulturdenkmalen aus dieser Liste hochgeladen werden:
- Bezeichnung: Denkmalgeschützte Objekte und ggf. Bauwerksname des Kulturdenkmals
- Lage: Straßenname und Hausnummer oder Flurstücknummer des Kulturdenkmals. Die Grundsortierung der Liste erfolgt nach dieser Adresse. Der Link (Karte) führt zu verschiedenen Kartendiensten mit der Position des Kulturdenkmals. Fehlt dieser Link, wurden die Koordinaten noch nicht eingetragen. Sind diese bekannt, können sie über ein Tool mit einer Kartenansicht einfach nachgetragen werden. In dieser Kartenansicht sind Kulturdenkmale ohne Koordinaten mit einem roten bzw. orangen Marker dargestellt und können durch Verschieben auf die richtige Position in der Karte mit Koordinaten versehen werden. Kulturdenkmale ohne Bild sind an einem blauen bzw. roten Marker erkennbar.
- Datierung: Baubeginn, Fertigstellung, Datum der Erstnennung oder grobe zeitliche Einordnung entsprechend des Eintrags in der sächsischen Denkmaldatenbank
- Beschreibung: Kurzcharakteristik des Kulturdenkmals entsprechend des Eintrags in der sächsischen Denkmaldatenbank, ggf. ergänzt durch die dort nur selten veröffentlichten Erfassungstexte oder zusätzliche Informationen
- ID: Vom Landesamt für Denkmalpflege Sachsen vergebene, das Kulturdenkmal eindeutig identifizierende Objekt-Nummer. Der Link führt zum PDF-Denkmaldokument des Landesamtes für Denkmalpflege Sachsen. Bei ehemaligen Kulturdenkmalen können die Objektnummern unbekannt sein und deshalb fehlen bzw. die Links von aus der Datenbank entfernten Objektnummern ins Leere führen. Ein ggf. vorhandenes Icon  führt zu den Angaben des Kulturdenkmals bei Wikidata.